# Oliver Czeslik
Oliver Czeslik (* 10. Dezember 1964 in Hamburg) ist ein deutscher Dramatiker, Drehbuchautor und Produzent.

## Leben
Czeslik studierte Theaterwissenschaft, Philosophie und Germanistik in Gießen und München. Danach arbeitete er als Beleuchter, Schauspieler und Regisseur an verschiedenen Theatern, unter anderem an der Studiobühne und am Modernen Theater in München, an den Hamburger Kammerspielen und an der Schaubühne am Lehniner Platz in Berlin.
1984 begann er seine Arbeit als Autor. Bekannt wurde Czeslik 1992 durch die Aufführung seines politischen Stückes Heilige Kühe an der Schaubühne am Lehniner Platz unter der Regie von Klaus Metzger. Das Stück wurde für den WDR auch verfilmt.
Seit 1993 ist Czeslik Dozent für Drehbuchschreiben an der Deutschen Film- und Fernsehakademie Berlin. Von 2003 bis 2007 leitete er die Drehbuchabteilung des S. Fischer Verlages in Berlin. Als CO Inhaber und Geschäftsführer leitete er die sturmunddrangfilm GmbH ab 2007. Seit 2018 ist er zusammen mit Kathrin Brunner Inhaber und Geschäftsführer von der mYndstorm productions GmbH Berlin/München, die VR Inhalte und Arthouse Filme produziert.

## Theaterstücke
- Papirossy muß man knicken (1984)
- Oblomov (1985, nach Gontscharow)
- Ein Esel kommt selten allein (1986, nach Plautus)
- Am Rande der Langeweile, oder ist der Hund endlich tot? (1987/88)
- Schlammschlachten (1989)
- Grenzenlos (1990)
- Cravan (1990/91, Uraufführung 2001, Schauspielhaus Graz)
- Geisterbahn (1991)
- Byrons Erben (1992)
- Heilige Kühe (1992, Uraufführung Schaubühne am Lehniner Platz, Berlin)
- Kinderlieber (1994, Uraufführung 1996 Stadtpark Theater, Graz)
- Rattenmenschen (1994, Uraufführung 1996 Al Schmelz, Steinfort)
- Berlin im Licht (1996, Revue)
- Havarie in Afrika  (Uraufführung 1999, Volkstheater Rostock, 1. Preis Stückewettbewerb)
- Gaddafi rockt (Uraufführung 2001, Schaubühne am Lehniner Platz, Berlin)
- Stammheim Proben (Uraufführung 2002, Sophiensaele, Berlin)
- easy money (Uraufführung 2003, Theaterhaus Gessnerallee, Zürich)
- Wessel synchron (Uraufführung Mai 2007, Volksbühne am Rosa-Luxemburg-Platz, Berlin)

## Filme (Auswahl)
- 1992: Heilige Kühe (WDR)
- 2007: Werther (3 sat/ZDF)
- 2011: On the Inside (Sky)
- 2023: i wanna be ur dog[3]
- 2024 Duchampiana (Filmfestival Venedig, Immersive) Best Art Experience European XR Awards stereopsia Brussels 2024
- Literatur

- C. Bernd Sucher (Hg.): Theaterlexikon. Autoren, Regisseure, Schauspieler, Dramaturgen, Bühnenbildner, Kritiker. 1995, 2. Auflage, Deutscher Taschenbuch Verlag, München 1999, ISBN 3-423-03322-3, S. 126.